# Gongxianosaurus shibeiensis
Gongxianosaurus — рід базальних завроподів ранньої юри (синемюр—плінсбах). Єдиний вид — Gongxianosaurus shibeiensis. Базується на чотирьох фрагментарних зразках, знайдених у формації Цзилюцзін, Китай (провінція Сичуань), і є одним з найповніше відомих ранніх завроподів. Вперше був названий і описаний в короткій замітці, опублікованій в 1998 році, однак вичерпний опис досі не опублікований.

## Історія вивчення
Скам'янілості гунсянозавра були знайдені у травні 1997 року поблизу села Шібей (провінція Сичуань) у фіолетових аргілітах, що належать до формації Цзилюцзін.
Матеріал включає чотири фрагментарні екземпляри, схожі за розміром, які разом представляють більшу частину скелета, хоча кістки передніх лап та черепа не були знайдені, за винятком передщелепної кістки та зубів. У 1998 році матеріал був коротко описаний як новий рід і вид у вступній замітці палеонтологів на чолі з Хе Сінлу (He Xinlu). 
Другий короткий опис був опублікований Ло Яонаном і Ван Чаншенгом (Luo Yaonan & Wang Changsheng), також подаючи гунсянозавра як нового завропода, але не посилаючись на перший опис, опублікований за два роки до цього. Крім того, значна частина інформації, опублікованої Ло і Ваном, вже була опублікована Хе та колегами. Ло і Ван припустили, що деякі з кісток могли належати не типовому виду Gongxianosaurus shibeiensis, а другому виду Gongxianosaurus. Ці рештки були неофіційно виділені в окремий рід і вид «Yibinosaurus zhoui» у 2001 і 2003 роках за Оуян Хуей (Ouyang Hui).
Голотип гунсянозавра зберігався in situ, а над ним був побудований захисний виставковий зал. Згодом виставковий зал обвалився, а зразок, найімовірніше, був знищений.

### Назва
Родова назва Gongxianosaurus походить від округу Гунсянь (珙县; піньїнь: Gǒng Xiàn), а видова назва shibeiensis від села Шібей, поруч якого виявлені рештки динозавра. Біноміальна назва Gongxianosaurus shibeiensis буквально перекладається як «ящір з Гунсяня шібейський».

## Опис
Gongxianosaurus сягав 14 м завдовжки. Як і інші завроподи, він переміщався на чотирьох кінцівках, про що свідчать витягнуті передні кінцівки, які досягали 70—75 % довжини задньої кінцівки.

## Філогенія
Оскільки скам'янілість ще не повністю описана, доступна інформація про вид, яка може бути використана у кладистичному аналізі, обмежена. Таким чином, лише деякі кладистичні аналізи включають Gongxianosaurus. Філогенічний аналіз Апалдетті та співавт. (2011) наводить на думку, що Gongxianosaurus був базальною формою завроподів, примітивнішим ніж вулканодон, Tazoudasaurus і Isanosaurus, але прогресивнішим, ніж ранні завроподи Antetonitrus, Lessemsaurus, Blikanasaurus, Camelotia і Melanorosaurus:
|  | Lessemsaurus |
|  |              |
|  | Antetonitrus |
|  |              |

|             | Gongxianosaurus |
|             | |
| Gravisauria | \| \| Vulcanodon \| \| \| \| \| \| Tazoudasaurus \| \| \| \| \| \| Isanosaurus \| \| \| \| \| \| Eusauropoda \| \| \| \| |
|             | \| \| Vulcanodon \| \| \| \| \| \| Tazoudasaurus \| \| \| \| \| \| Isanosaurus \| \| \| \| \| \| Eusauropoda \| \| \| \| |
|             | Vulcanodon |
|             | |
|             | Tazoudasaurus |
|             | |
|             | Isanosaurus |
|             | |
|             | Eusauropoda |
|             | |

|  | Vulcanodon    |
|  |               |
|  | Tazoudasaurus |
|  |               |
|  | Isanosaurus   |
|  |               |
|  | Eusauropoda   |
|  |               |

|  | Lessemsaurus |
|  |              |
|  | Antetonitrus |
|  |              |

|             | Gongxianosaurus |
|             | |
| Gravisauria | \| \| Vulcanodon \| \| \| \| \| \| Tazoudasaurus \| \| \| \| \| \| Isanosaurus \| \| \| \| \| \| Eusauropoda \| \| \| \| |
|             | \| \| Vulcanodon \| \| \| \| \| \| Tazoudasaurus \| \| \| \| \| \| Isanosaurus \| \| \| \| \| \| Eusauropoda \| \| \| \| |
|             | Vulcanodon |
|             | |
|             | Tazoudasaurus |
|             | |
|             | Isanosaurus |
|             | |
|             | Eusauropoda |
|             | |

|  | Vulcanodon    |
|  |               |
|  | Tazoudasaurus |
|  |               |
|  | Isanosaurus   |
|  |               |
|  | Eusauropoda   |
|  |               |